# Chandra Bednar
Chandra Bednar (Vancouver, Brit Columbia, 1990. május 16. –) kanadai, svéd kettős állampolgárságú női labdarúgó. A Pécsi MFC kapusa.

## Pályafutása
A Jabronis csapatánál kezdődött pályafutása, ahol nem csak a gyepen, hanem teremben is pályára lépett a helyi bajnokságokban. 2008-ban kezdte tanulmányait a Texasi Műszaki Egyetemen és 46 meccsen állt rendelkezésre az intézmény csapatában.
Pár éves kihagyást követően 2015-ben tért vissza és a svéd Täby FK keretéhez igazolt. Szezonja befejeztével a Damallsvenskan egyik legmeghatározóbb klubja, a Linköping vetett rá szemet és 2016 júliusában aláírt az Oroszlánokhoz. Bár bajnokin nem lépett pályára, a keret tagjaként bajnoki címet szerzett.
Következő állomásán, a Vittsjönél két évet húzott le Shannon Lynn cseréjeként, aki kimozdíthatatlan volt kapujából, így a IF Limhamn Bunkeflo ajánlatát elfogadva még egy esélyt adott magának Svédországban. Az idény felénél jutott először lehetőséghez és az addig a bajnokságban mindössze 4 pontot szerző csapatát egy 6 meccses veretlenségi sorozathoz segítette. Végül az LB07 csak rosszabb gólarányának tudhatta be kiesését, Bednar pedig a Ferencvároshoz szerződött. Első szezonjában 17 bajnokin és 4 kupameccsen szerepelt, melyeken 8 alkalommal érintetlen maradt a hálója és a bajnokság mellett a kupában is diadalmaskodott együttesével. Szerződését azonban nem hosszabbította meg és a portugál élvonalban érdekelt Damaiense gárdájához igazolt és 21 mérkőzésen 7 meccset hozott le kapott gól nélkül.
Sikeres portugáliai szezonja után Szaúd-arábiában próbált szerencsét és a másodosztályú Al-Ula gárdájával bajnoki címet szerzett, emellett pedig az év hálóőrének is megválasztották.
2024. június 22-én a Pécsi MFC hivatalos honlapján jelentette be szerződtetését.

## Sikerei, díjai

### Klubcsapatokban
Szaúd-arábiai másodosztályú bajnok (1):
- Al-Ula (1): 2023–24

 Magyar bajnok (2):
- Ferencváros (2): 2020–21, 2021–22

 Svéd bajnok (1):
- Linköping (1): 2016

 Magyar kupagyőztes (1):
- Ferencváros (1): 2021

### Egyéni
A First Division League legjobb kapusa (1): 2023–24